# Hofwegkanal
L'Hofwegkanal o canal del carrer Hofweg és un canal que va excavar-se als prats molls al marge esquerre del riu Alster a l'estat d'Hamburg (Alemanya) des del 1842. El canal curtet orientat nord-sud connecta l'Osterbek amb el canal de l'Uhlenhorst i té a més un braç en direcció est-oest entre els carrers Karlstraße i Fährhausstraße. Segons la llei sobre la classificació de les aigües superiors de l'estat d'Hamburg, és un curs d'aigua de primera categoria, accessible al públic.

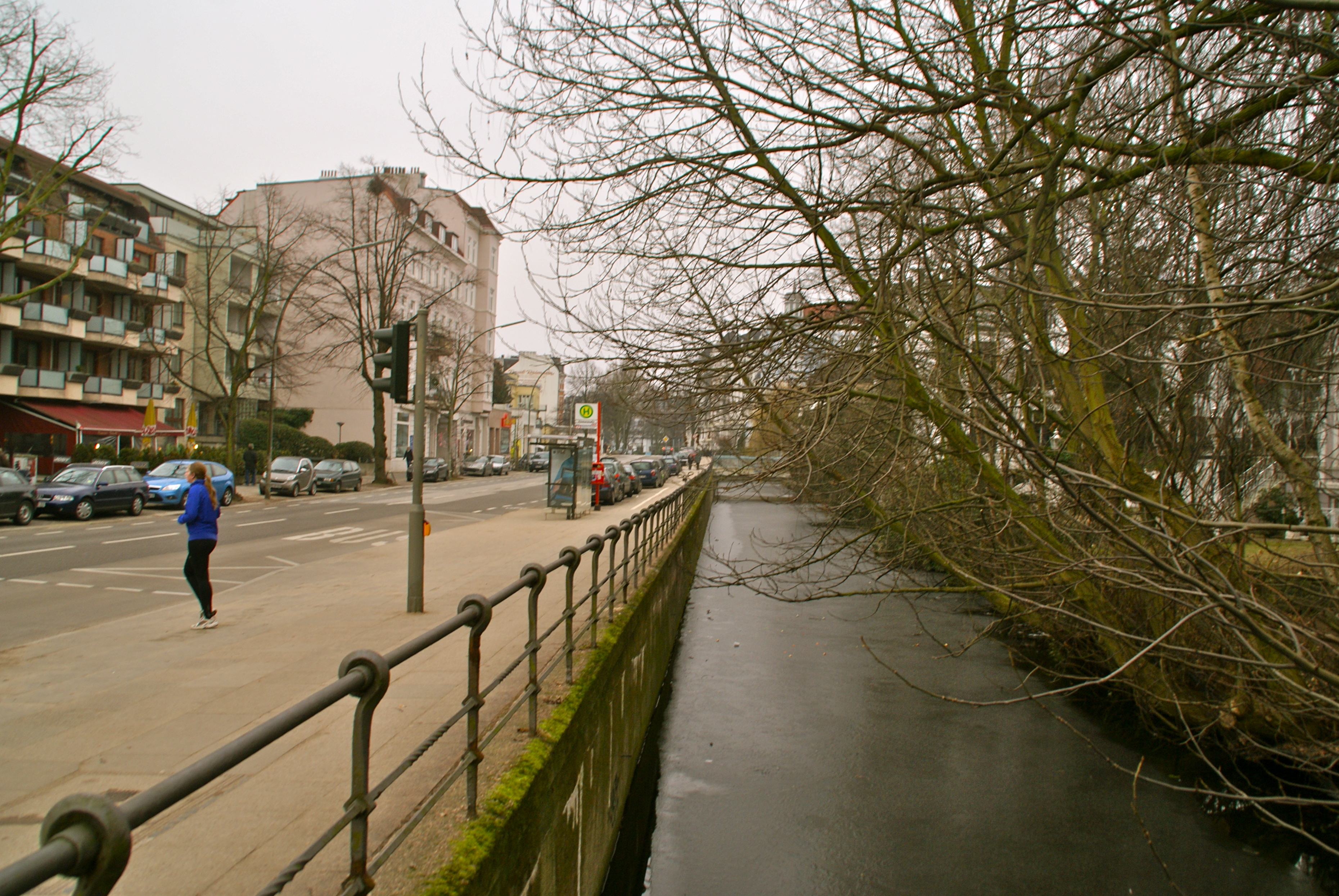
El canal gelat des del carrer Karlstraße en direcció meridional

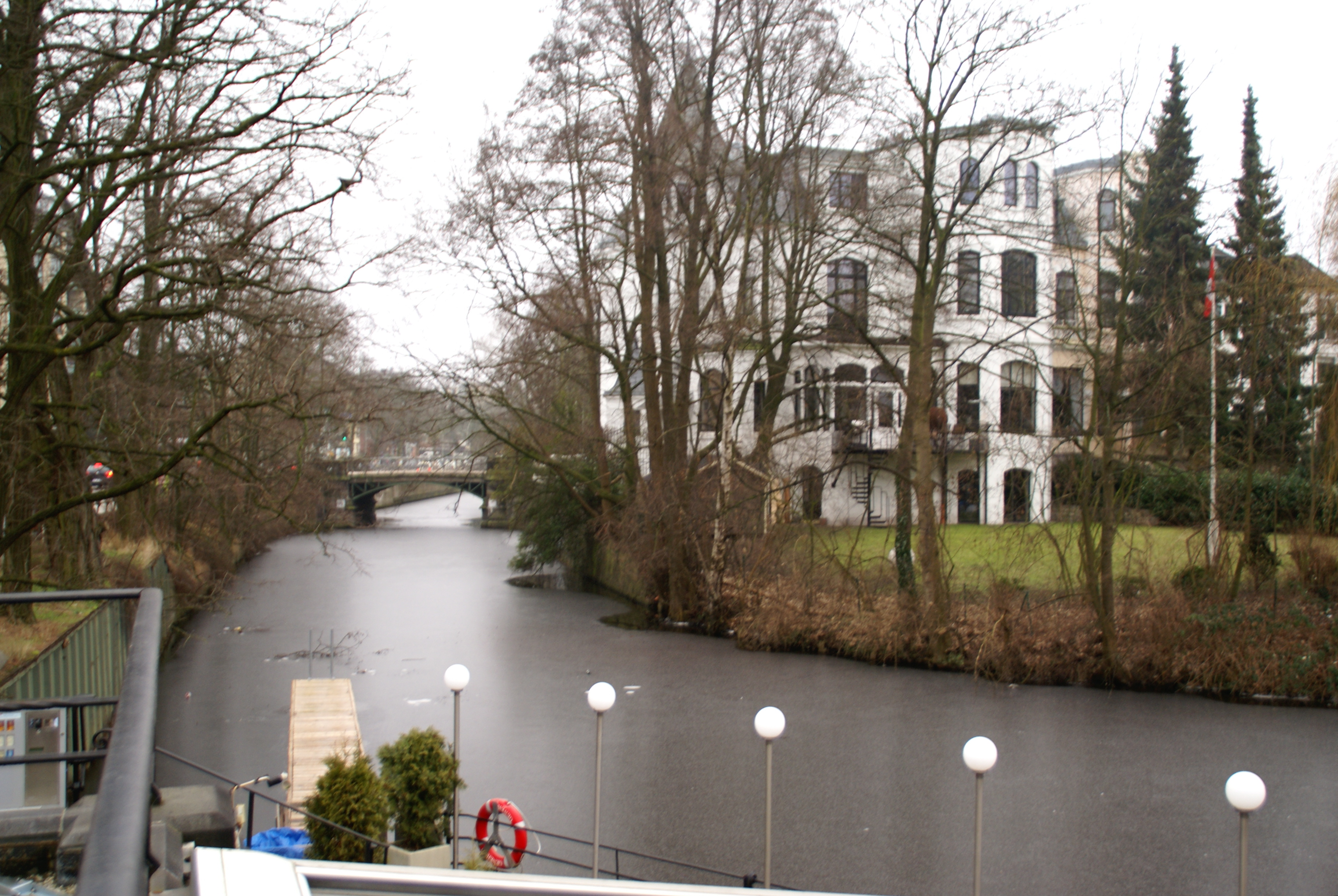
Confluència amb l'Osterbek al Langer Zug

El 1837, l'estat d'Hamburg va vendre el mas arrendat de l'Uhlenhorst del qual els prats poc fèrtils no rendien gaire, per a 70.000 deutsche Mark d'aleshores a l'advocat, conseller i burgmestre Amandus Augustus Abendroth. Després del gran incendi del 1842 va decidir-se de baixar el nivell del pantà de l'Alster d'un metre, el que d'un cop va canviar els prats molls en solar molt anhelable. Abendroth va traçar carrer va fer excavar dos canals (el de l'Hofweg i el de l'Uhlenhrost), alçar el terra i construir ponts, i fer bon negoci.
Aquest canal mai no va tenir cap paper industrial: servia pel desguas. En donar un accés en barca des dels jardins de les vil·les via l'Uhlenhorster Kanal o el Langer Zug cap al llac de l'Außenalster que esdevenia un lloc de descans i d'esports aquàtics, va pujar l'atractivitat i els preus de la nova urbanització.
El canal és un biòtop que atreu diverses espècies d'ocells aquàtics: el cabussó emplomallat, l'ànec collverd, la fotja vulgar i el cigne.